# メルドニウム
メルドニウム（meldonium、ミルドロネート、mildronate、THP、MET-88、Mildronāts、Quaterine）は、狭心症治療薬として一部の国で使用される薬物。現在はラトビアの製薬会社Grindeksが生産してリトアニアとロシア連邦で使用されている。アメリカ食品医薬品局 (FDA) と日本の厚生労働省は認可しておらず、2018年時点で日本国内では販売されていない。

## 薬理作用
一酸化窒素を介した動脈拡張作用のほか、カルニチンの生合成を阻害し、酸素を大量に消費する脂肪酸の酸化を抑制し、グルコール酸化による効率的なエネルギー新生に転換させる作用などが知られる。テストステロンからエストロゲンへの転換を阻害し、体内の男性ホルモン濃度を上昇させる。

## ドーピング
2015年ヨーロッパ競技大会で、出場選手662人の尿762検体中のうち8.7%にあたる66検体が陽性を呈し、21種目中15試合の出場選手と13人の優勝者が陽性と判定され、全出場選手662人中3.5%にあたる23人が摂取を認めた。これらの競技者が競技力向上を目的として使用していたことから世界アンチ・ドーピング機関 (WADA) は2015年に監視プログラムに掲載し、2016年1月1日に発効となる禁止表に掲載した。
WADAはこれまで選択的アンドロゲン受容体修飾薬のうちインスリンのみを禁止表に掲載していた。これらの物質は体内のさまざまな酵素反応を促進や抑制してテストステロンからエストラジオールへの変換を阻害するため、選択的アンドロゲン受容体モジュレーターは2001年、選択的エストロゲン受容体修飾薬は2005年の大会から禁止されていた。
WADAは「予備試験により、薬物が体内から消失するには数週間から数ヶ月かかることが示された」として、「2016年3月1日以前に実施された検査は、1マイクログラム/ミリリットル未満のメルドニウムを許容」とするガイドラインを2016年4月13日に発効した。
2016年に、テニス選手のマリア・シャラポワがドーピング違反によりリオデジャネイロ五輪などに出場停止となった原因物質でもある。